# 亮丙瑞林
亮丙瑞林（INN:leuprorelin，也稱為leuprolide），是一種人工合成的激素（荷爾蒙），用於治療攝護腺癌、乳癌、子宮內膜異位症、子宮肌瘤、性早熟，也可作為性別肯定激素治療中的的一種用藥，或對暴力性犯罪者進行化學去勢用途。
此藥物透過肌肉注射、皮下注射或是植入式路徑給藥。
亮丙瑞林屬於促性腺素釋素相似劑類藥物。它的作用機制是降低促性腺激素，進而減少睾酮和雌二醇在用者體內的含量。
使用後常見的副作用有潮熱、情緒不穩、睡眠困難、頭痛以及注射部位疼痛。其他可能的副作用有高血糖、過敏反應和腦下垂體問題。個體於懷孕期間使用可能會對胎兒發育造成傷害。
亮丙瑞林於1973年取得專利，並於1985年在美國獲准用於醫療用途。它已列入世界衛生組織基本藥物標準清單之內。市售品牌包括Lupron等。

## 醫療用途
亮丙瑞林可用於治療對荷爾蒙會發生反應的癌症，例如攝護腺癌和乳癌。它也可用於治療雌激素依賴性（受雌激素驅動）疾病，例如子宮內膜異位症或子宮肌瘤。
此外，亮丙瑞林可用於治療男性和女性的性早熟，並在體外受精（IVF）的控制性卵巢刺激週期中，預防過早排卵。不過，因為使用此藥物存在胎兒發生先天性障礙的風險，Lupron的藥物標籤中建議個體在考慮懷孕時就不應使用，因而前述所說的用途仍存在爭議。
亮丙瑞林可用於降低接受環磷醯胺化療的女性發生原發性卵巢功能低下的風險。
此外，它與曲普瑞林和戈舍瑞林一同用於延遲跨性別青少年的青春期，直到他們達到足夠年齡，可開始接受性別肯定激素治療。研究人員建議，在青春期發育到坦納分期2-3階段（通常在12歲以後）時使用青春期阻斷劑，然後在16歲時開始性別肯定激素治療。然而這種藥物使用方式屬於仿單標示外使用（off-label use），尚未獲得美國食品藥物管理局（FDA）的批准，關於青春期阻斷劑長期影響的數據，存在不同的觀點和研究結果，且仍在持續累積中。
亮丙瑞林有時也可用作螺內酯和醋酸環丙孕酮等抗雄激素的替代品，用於抑制跨性別女性的睾酮生成。它也用於抑制跨性別男性的雌激素生成。
此外，亮丙瑞林被認為是一種治療性偏離的可能方法。研究已測試亮丙瑞林用於降低戀童癖及其他性偏離案例的性衝動。

## 副作用
注射亮丙瑞林後的常見副作用：注射部位紅腫/灼熱/刺痛/疼痛/瘀青、潮熱（臉部潮紅）、出汗增加、盜汗、疲勞、頭痛、胃部不適、噁心、腹瀉、勃起功能障礙、睪丸萎縮、便秘、胃痛、乳房腫脹或壓痛、痤瘡、關節/肌肉疼痛、睡眠困難（失眠）、性慾減退、陰道不適/乾澀/瘙癢/分泌物、陰道出血、腳踝/足部腫脹、夜間排尿增多、頭暈、女性兒童在亮丙瑞林治療的前兩個月期間出現的突破性出血（在應該沒有月經的時候，卻出現陰道出血）、虛弱、寒顫、濕冷皮膚、皮膚發紅、瘙癢或脫皮、睪丸疼痛、抑鬱或記憶問題。亮丙瑞林引起的男性女乳症發生率約為3%到16%。
一群在兒童時期因性早熟而服用亮丙瑞林的女性，出現骨質疏鬆症和牙齒變脆的機率異常高。然而FDA尚未確認這些情況是由亮丙瑞林所引起。

### 治療初期的荷爾蒙短暫飆升
在指定為生理男性個體的黃體成長素釋放激素（LHRH）促效劑治療初期，會出現一個顯著的現象，稱為亮丙瑞林導致的睾酮水平飆升（Lupron flare）。這是指在治療的前1至2週內，睾酮水平會暫時性飆升約50%。這種上升是LHRH促效劑最初刺激黃體成長素（LH）的反應，導致睾酮水平在預期下降之前先行升高。
對於接受LHRH促效劑，作為性別肯定護理一部分的個體來說，這種睾酮的暫時性增加可能會特別令人困擾，加劇性別焦慮和不適。為管理和緩解此類影響，醫療衛生提供者通常會在此階段開立抗雄激素，以阻斷不必要的睾酮升高並減輕相關不適。

## 藥理學

### 作用機制
亮丙瑞林是一種促性腺激素釋放激素（GnRH）類似物，作為腦下垂體GnRH受體的促效劑。
GnRH受體促效劑最初會增加腦下垂體前葉分泌黃體成長素和濾泡刺激素（FSH），並透過下視丘-腦下垂體-性腺軸（簡稱HPG軸）提高血清中的雌二醇和睾酮水平。然而此軸系統的正常運作需要下視丘以脈衝式釋放GnRH。
持續接觸亮丙瑞林等促效劑數週後，會導致腦下垂體的GnRH受體去敏感化，不再產生反應（即下調作用）。這種去敏感化正是亮丙瑞林治療的目的，因為它最終會減少LH和FSH的分泌，無論性別為何，都會導致性腺功能減退，並顯著降低體內雌二醇和睾酮水平。

### 市售劑型
亮丙瑞林有多種劑型可供選擇，包括但不限於：
- 短效型每日肌肉注射劑 (Lupron)[5]
- 長效型肌肉注射劑 (Lupron Depot)[9][38][39][40]
- 長效型皮下注射劑 (Eligard)[6]
- 長效型皮下注射劑 (Fensolvi)[7]
- 長效型皮下植入劑 (Viadur)[8]
- 長效型甲磺酸亮丙瑞林 (Camcevi)，用於治療晚期攝護腺癌[41]
- 亮丙瑞林醋酸鹽和炔諾酮醋酸鹽共同包裝組合 (Lupaneta Pack)[42][43]

## 化學
亮丙瑞林的胜肽序列（蛋白質一級結構）為Pyr-His-Trp-Ser-Tyr-D-Leu-Leu-Arg-Pro-NHEt (其中Pyr = L-焦麩胺醯基)。

## 歷史
亮丙瑞林於1973年被發現，並首次取得專利，於1985年被引入醫療用途。最初僅以每日注射劑型銷售，但長效貯庫注射劑型於1989年推出。

### 核准
- Lupron注射劑於1985年4月9日獲得FDA核准，用於治療晚期前列腺癌。[46][5][44][45]
- Lupron depot每月肌肉注射劑型於1989年1月26日獲得FDA核准，用於晚期攝護腺癌的緩和治療。[8]
- Viadur於2000年3月6日獲得FDA核准，用於晚期前列腺癌的緩和治療。[6]
- Eligard於2002年1月24日獲得FDA批准，用於晚期攝護腺癌的緩和治療。[6]
- Fensolvi於2020年5月4日獲得FDA核准，用於治療兒童中樞性性早熟（HPG軸提早被活化）。[7][47]

## 社會與文化

### 法律地位
歐洲藥品管理局（EMA）的人用藥品委員會（CHMP）於2022年3月24日接受一項正面意見，建議核准商品名稱為Camcevi的上市許可。該藥品將用於治療成年男性中"荷爾蒙依賴型"的攝護腺癌，表示此種癌症對能降低睾酮水平的治療有反應。藥品的申請者為Accord Healthcare S.L.U.。Camcevi於2022年5在歐盟獲准用於醫療用途。]

### 名稱
此藥物的通用名稱、國際非專有藥名（INN）及英國藥典名稱（BAN）均為leuprorelin ，英國藥典名稱（修訂）（BANM）和日本藥典名稱（JAN）中為leuprorelin acetate（醋酸亮丙瑞林），美國採用名稱（USAN）和美國藥典（USP）中為leuprolide acetate（醋酸亮丙利特），義大利藥品名稱（DCIT）中為leuprorelina，法國藥品名稱（DCF）中為leuproréline 。它也曾以開發代號A-43818、Abbott-43818、DC-2-269和TAP-144為人所知。
亮丙瑞林由拜耳公司以品牌名Viadur銷售，由美國Tolmar公司以品牌名Eligard和Fensolvi銷售。此外，它曾由TAP Pharmaceuticals（1985年至2008年）銷售，由Varian Pharmed（前身為 Varian Darou Pajooh）以品牌名Leupromer銷售，並自2008年起由亞培公司以品牌名Lupron銷售。

### 法律事件
美國司法部、各州檢察長以及亞培公司旗下的TAP Pharmaceutical Products，於2001年10月就聯邦和州的聯邦醫療保險詐欺以及亮丙瑞林藥物非法行銷相關的刑事和民事指控達成和解。TAP共支付8.75億美元，創下當時的歷史新高。這筆高達8.75億美元的和解金細分為：2.9億美元為違反《處方藥行銷法》的罰款，5.595億美元用於解決向聯邦醫療保險超額收費指控，以及2,550萬美元償還給50個州和華盛頓哥倫比亞特區，用於向各地的醫療補助計畫提交虛假申請金額。此案是由TAP前銷售副總裁Douglas Durand和塔夫茨大學旗下的健康維護組織執業醫師Joseph Gerstein根據《虛假申報法》提報。Durand、Gerstein和塔夫茨大學共同分得和解金中的9,500萬美元。
此後雖然出現多起關於亮丙瑞林使用的訴訟，但均未勝訴成。這些訴訟或是涉及藥物過度開立處方，或是未充分警示副作用。FDA在在2010年至2013年間更新亮丙瑞林的藥物標籤，納入血栓栓塞症、骨密度流失和痙攣等風險的新安全資訊。FDA隨後聲明，當按照核准的標籤使用時，亮丙瑞林的益處大於風險。FDA自2017年以來持續評估亮丙瑞林與發生肌肉骨骼和結締組織疼痛不適之間的關聯性。

## 研究
截至2020年，醫界正評估亮丙瑞林用於治療輕度至中度阿茲海默症的可能性。
一種亮丙瑞林的口服製劑正在開發中，用於治療子宮內膜異位症。該製劑也曾被開發用於治療性早熟、前列腺癌和子宮肌瘤，但針對這些用途的開發已中止。口服製劑的暫定品牌名稱為Ovarest。截至2018年7月，它正處於子宮內膜異位症治療的二期臨床試驗中。

## 獸醫用途
亮丙瑞林常用於治療雪貂的腎上腺疾病。已有報告指出，在一隻同時患有原發性高醛固酮症的雪貂以及另一隻同時患有糖尿病的雪貂身上使用亮丙瑞林來治療。它也用於治療有慢性產卵行為的寵物鸚鵡。

## 延伸閱讀
- Shajnfeld A, Krueger RB. . Developments in Mental Health Law. July 2006, 25: 81. SSRN 1077282 .

Template:GnRH and gonadotropin receptor modulators